# 日枝神社 (伊豆市)
日枝神社（ひえじんじゃ）は、静岡県伊豆市修善寺に鎮座する神社である。源範頼が兄・源頼朝から幽閉された修禅寺の信功院があった場所。

## 社史
この地は隣接する修禅寺の鬼門にあたり、元は空海が建立したと伝わる鬼門鎮守の山王社であったが、神仏分離令により修善寺から分離し独立した神社となった。境内には、修禅寺の八塔司の一つの信功院が存在した。建久4年（1193年）に、源範頼が兄・源頼朝から、この信功院に幽閉された。その後、梶原景時率いる5百騎の兵の不意打ちに遭い、防戦の末に自刃したと伝わる。
境内より、600メートル程度西の山腹に源範頼の墓と伝わる祠があり、1879年（明治12年）に骨壺が掘り出されている。

## 祭神
- 大山咋神

## 境内
- 庚申塔 - 源範頼が幽閉された修禅寺の八塔司の一つの信功院があった場所。のちに庚申堂となり、現在は文政元年（1818年）に建立された庚申塔が1基のみ残る。
- 手水場 - 巨石をそのまま使用した手水鉢
- 夫婦杉 - 樹齢800年と伝わり、子宝の杉ともいわれる。
- イチイカシ - 樹高25メートル、根回り5.5メートル。西日本に生育し、伊豆には珍しいとされ、静岡県指定の天然記念物となっている。
- 拝殿・本殿

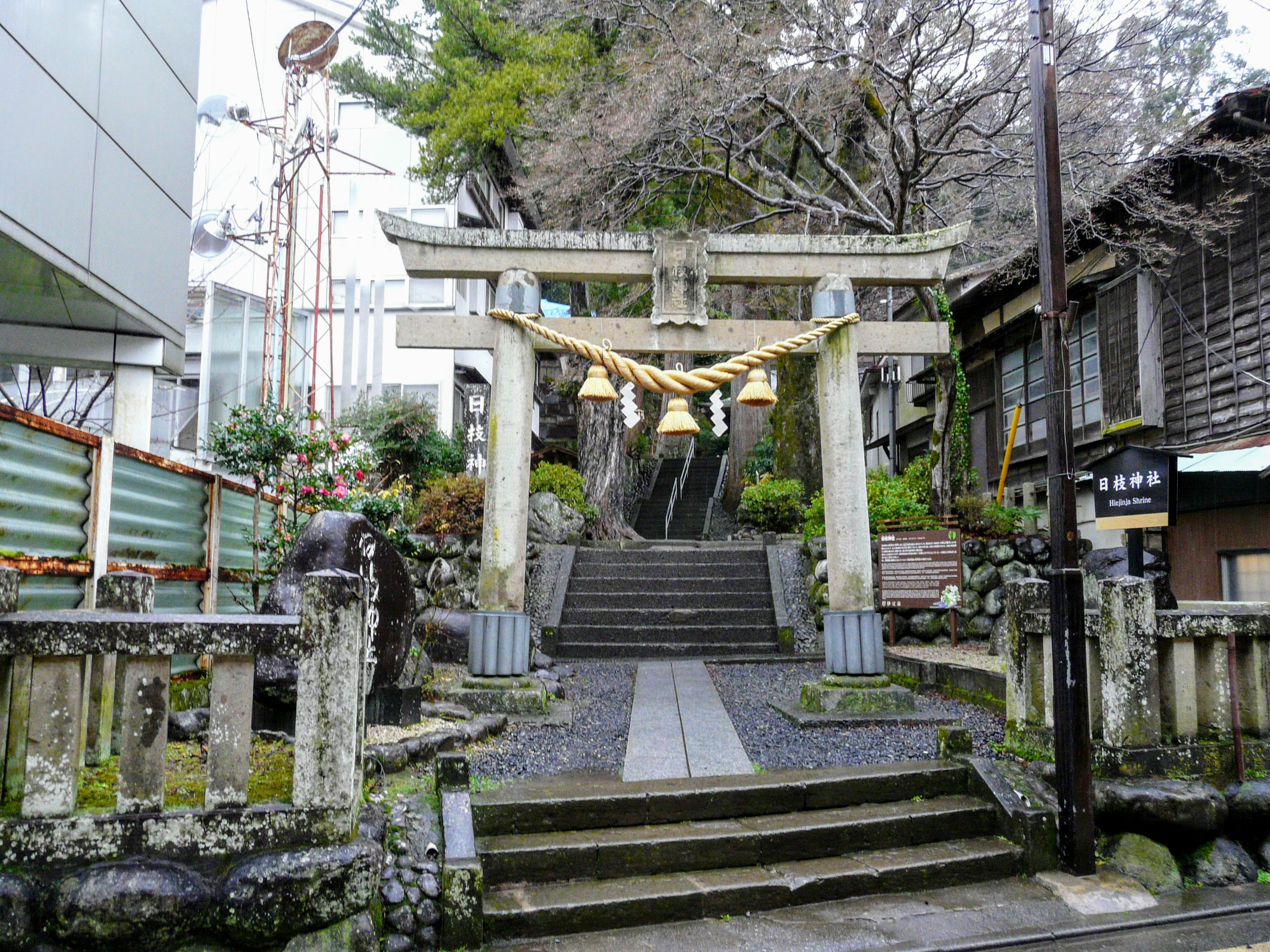
境内入り口鳥居
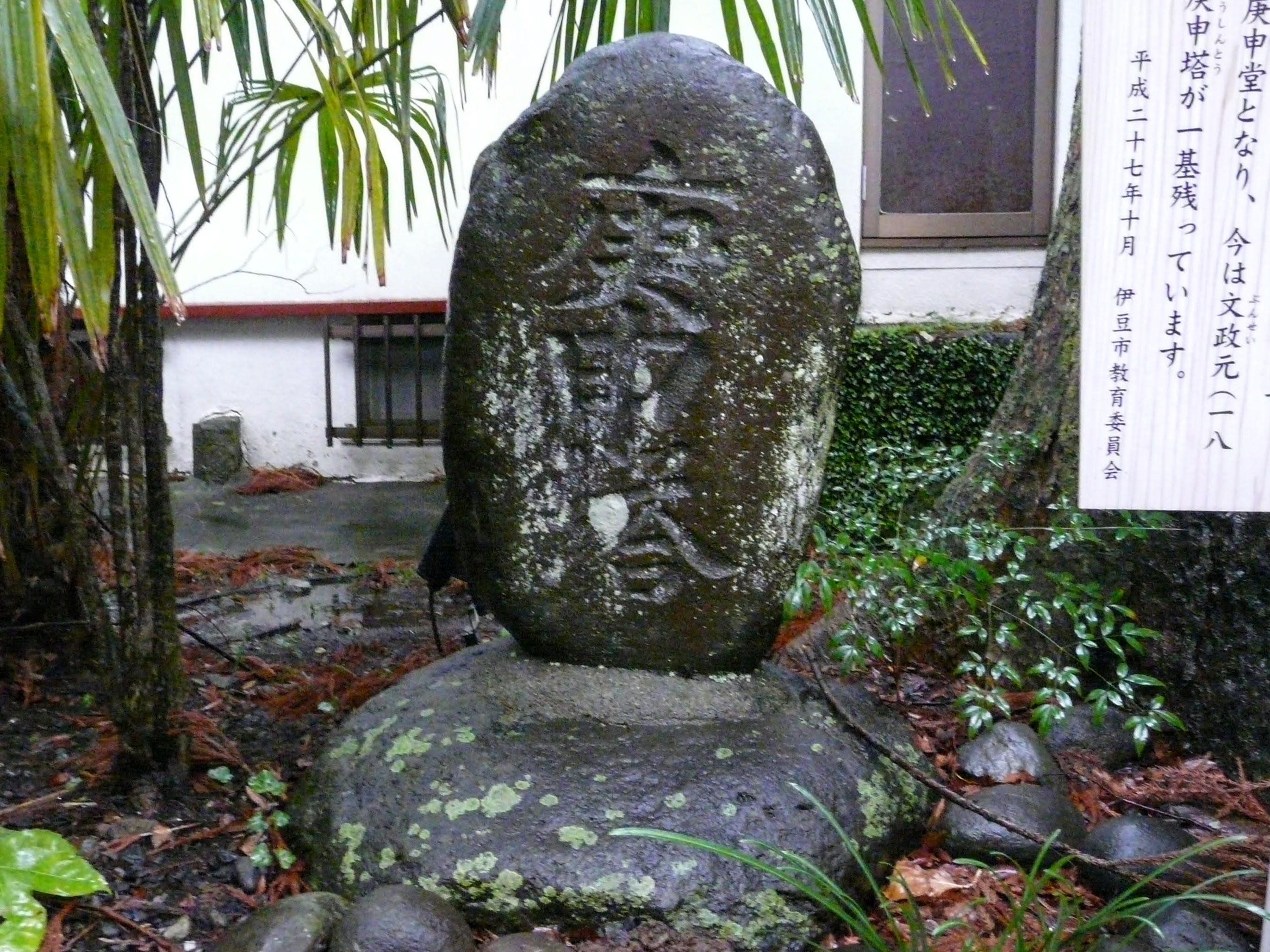
庚申塔 源範頼が幽閉された信功院があった場所
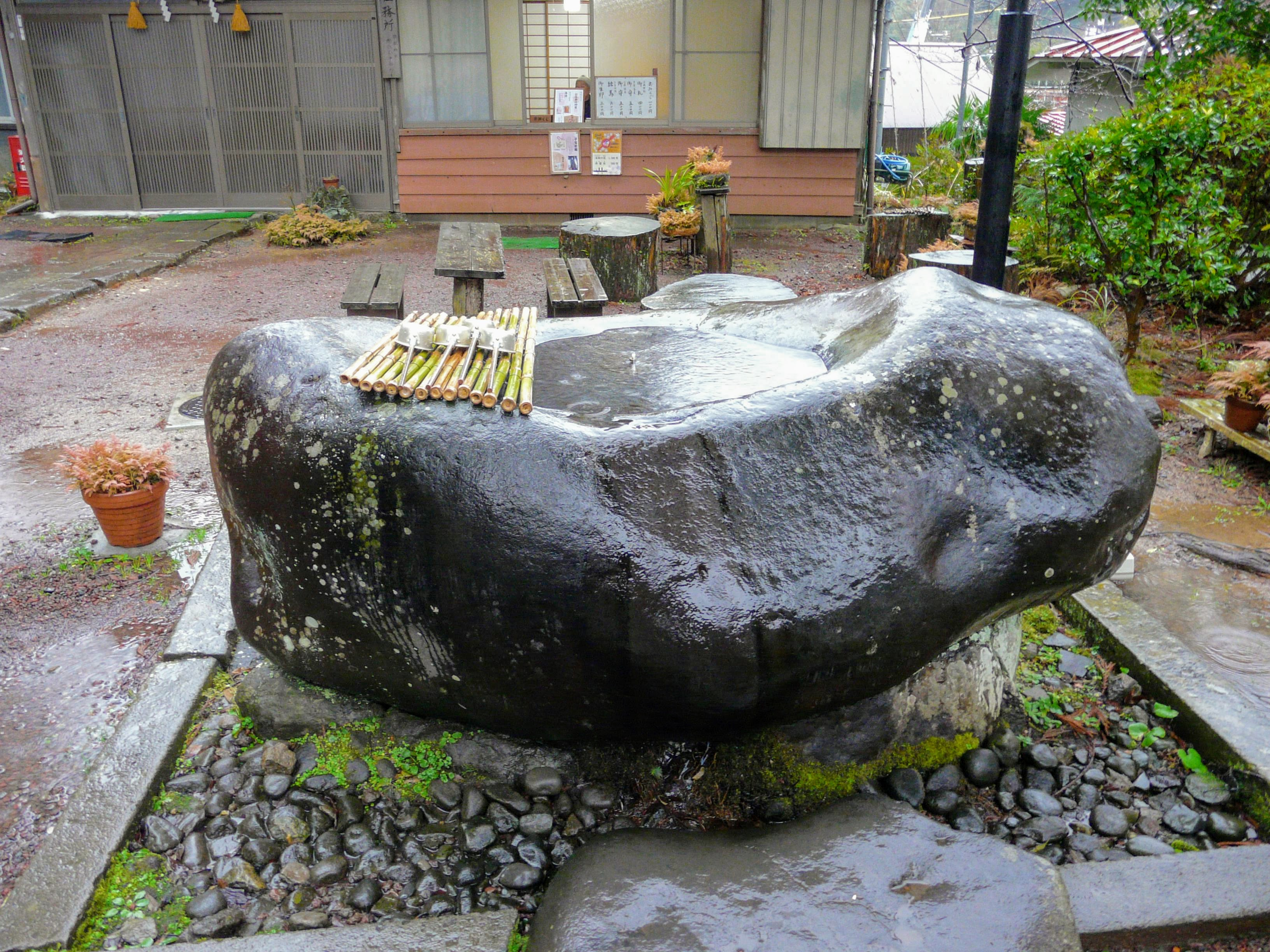
巨石を利用した手水鉢
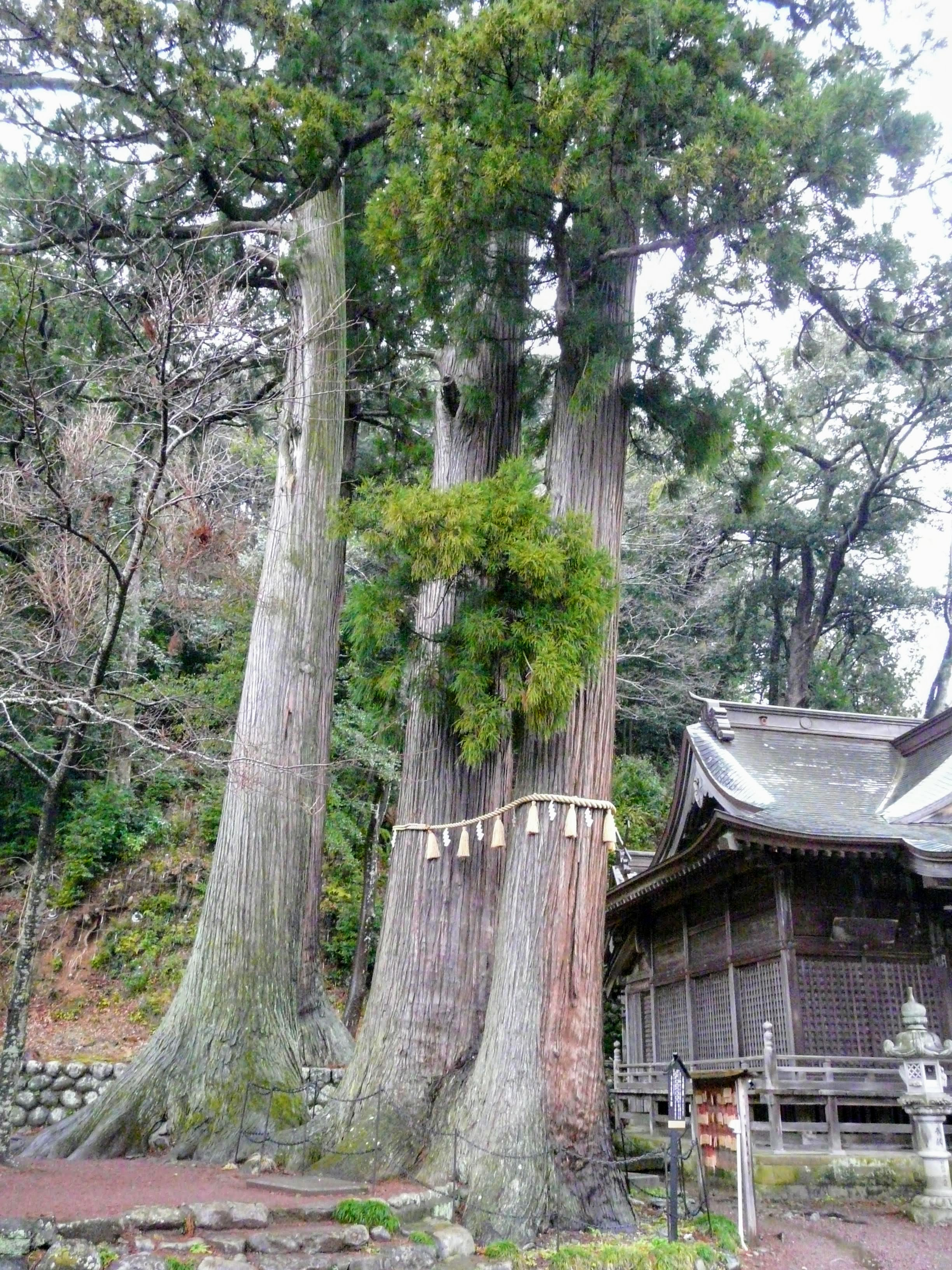
夫婦杉
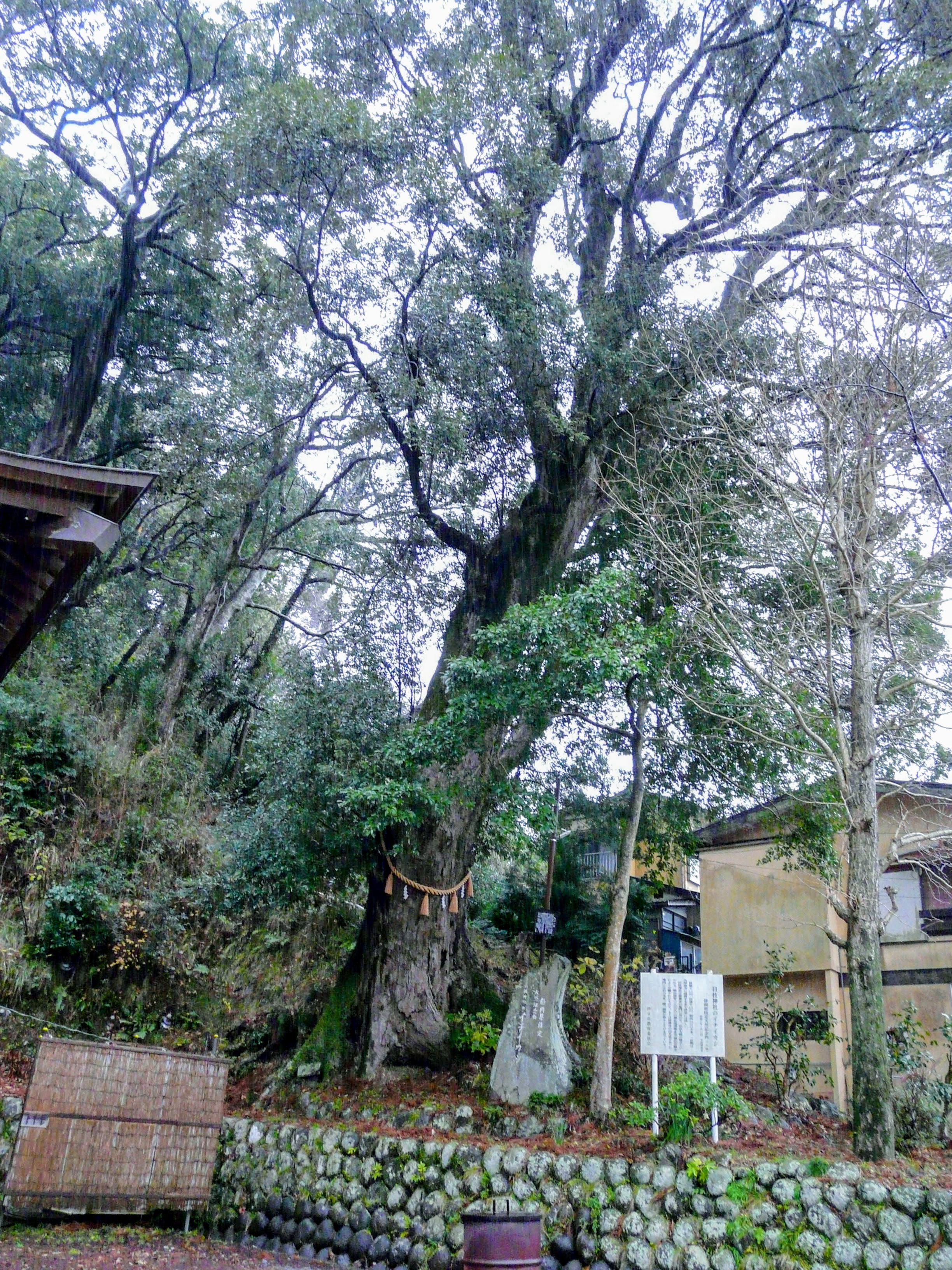
イチイガシ（静岡県指定天然記念物）

## 丹塗り矢伝説
日枝神社の御祭神の大山咋神がある日、山へ狩りに出掛けたの際に放った矢が小川に落ち流れてしまった。その時、下流を散策していた建玉依姫が、丹塗の美しい矢を川で見つけ持ち帰り、床のそばに置いて毎夜眺めていると、いつの間にか妊娠し神の子（賀茂別雷命）を授かった。丹塗り矢は大山咋神の化身であったとの伝説がある。その伝説にちなむ願掛けがあり、女性は白い花を形どった「玉依の花」を男性は「丹塗り矢」を持ち、夫婦杉の前で縁結び・子宝を願掛けをし、絵馬のように願いごとを書いて奉納する。

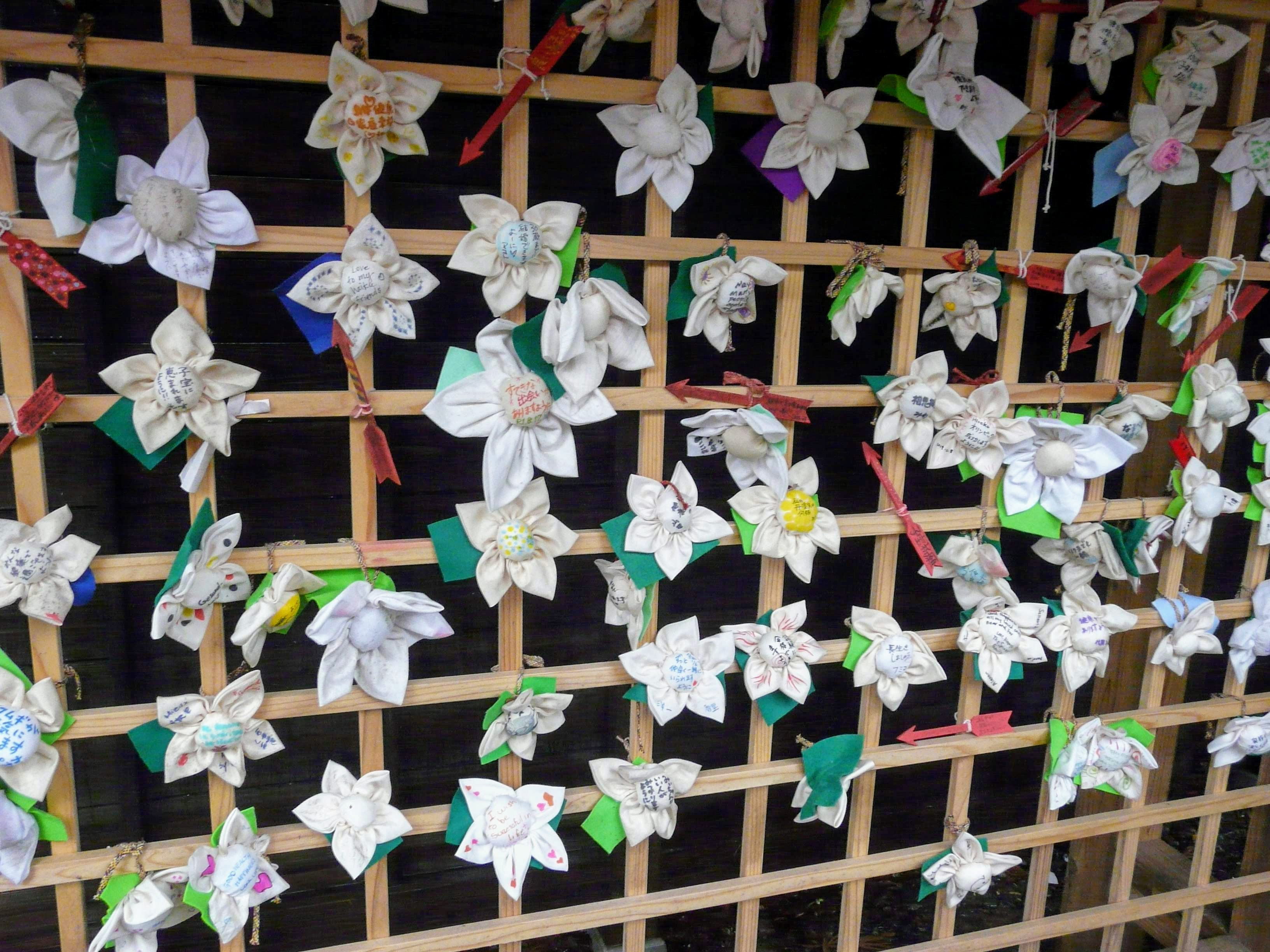
奉納された「玉依の花」と「丹塗り矢」
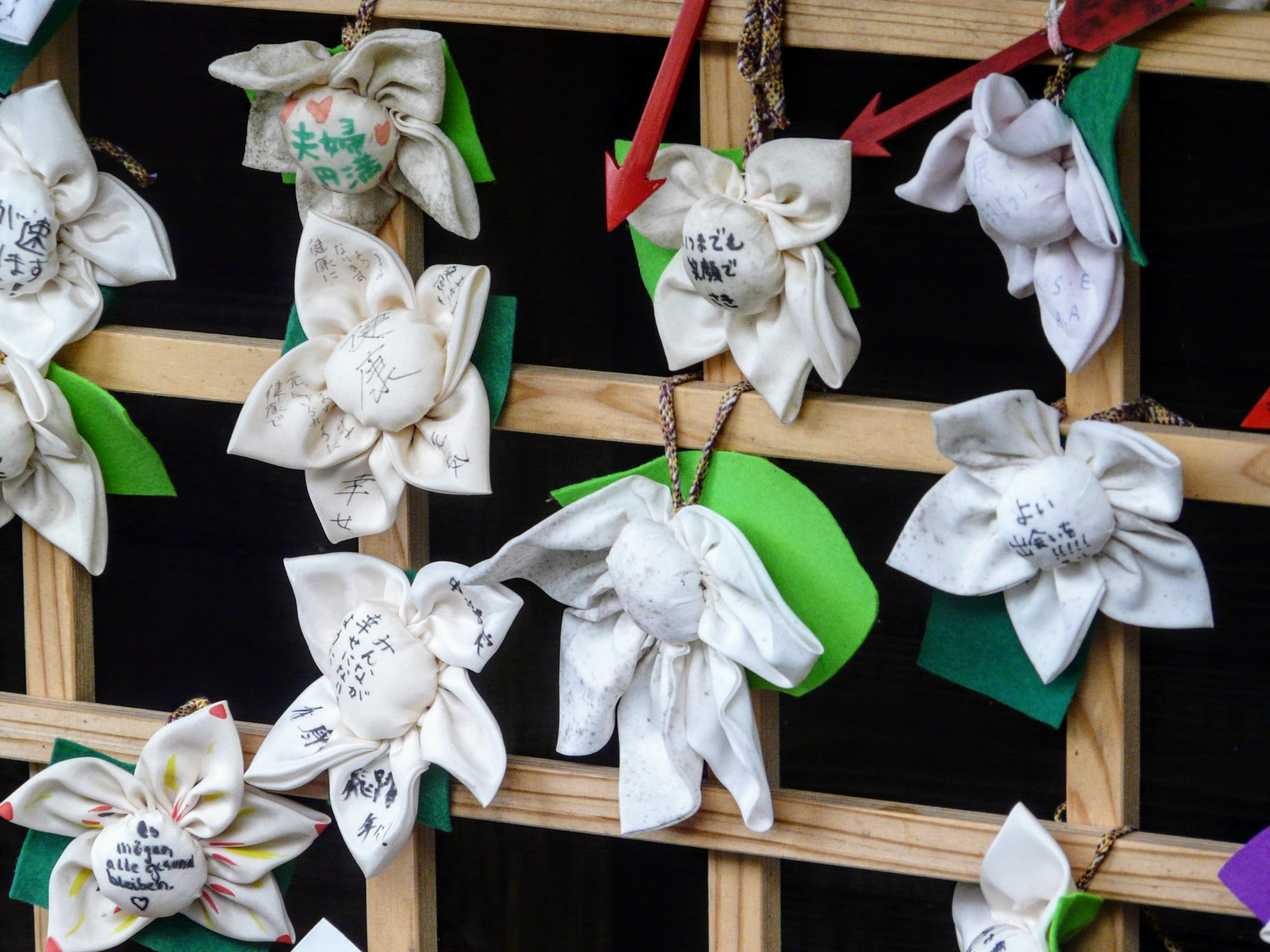
「玉依の花」と「丹塗り矢」

## 祭事
- 例祭 - 毎年10月第3日曜日前日

修善寺温泉街を中心に、神輿やシャギリの山車が練り歩く。

## 文化財

### 静岡県指定
天然記念物
- 日枝神社のイチイガシ - 指定年月日： 1957年（昭和32年）5月13日[5]。

## 交通アクセス
- 伊豆箱根鉄道修善寺駅から、伊豆箱根バスまたは東海バスで終点「修善寺温泉」下車。徒歩約3分。
- 同駅から車で10分